# Санудо, Джованни I

Герцогство Наксос на карте Южной Греции

Джованни I Санудо (Giovanni I Sanudo) (ум. 1362) — шестой герцог Наксоса (с 1341).
Сын герцога Гульельмо Санудо.
В 1341 г. наследовал брату — Никколо.
Поддержал Иоанна V Палеолога против другого претендента на византийский трон — Иоанна VI Кантакузена. Союзник последнего эмир Эйдина Умур-Бей в 1344 г. совершил налёт на острова Наксоса, сжёг порт и виноградники, и захватил в плен несколько тысяч жителей.
В 1350 г. возобновилась война между Венецией и Генуей. Джованни Санудо поддержал Венецию и лично участвовал в боях, в том числе в осаде черноморских портов Галаты и Каффы.
В 1351 году генуэзские галеры вторглись в Наксос и захватили Джованни Санудо в плен вместе со всей семьёй. Он 3 года провёл в заключении, освобождён после заключения между республиками мирного договора.
В 1349 г. триарх Эвбеи Джованни далле Карчери предложил, чтобы Джованни Санудо купил часть его владений. Начались переговоры, которые завершились не куплей-продажей, а женитьбой триарха на Фьоренце — дочери герцога. Поскольку других детей у Джованни Санудо не было, Фьоренца и стала его единственной наследницей.